# Cratere Austri
Austri è un cratere sulla superficie di Callisto.